# Claus Bendeke

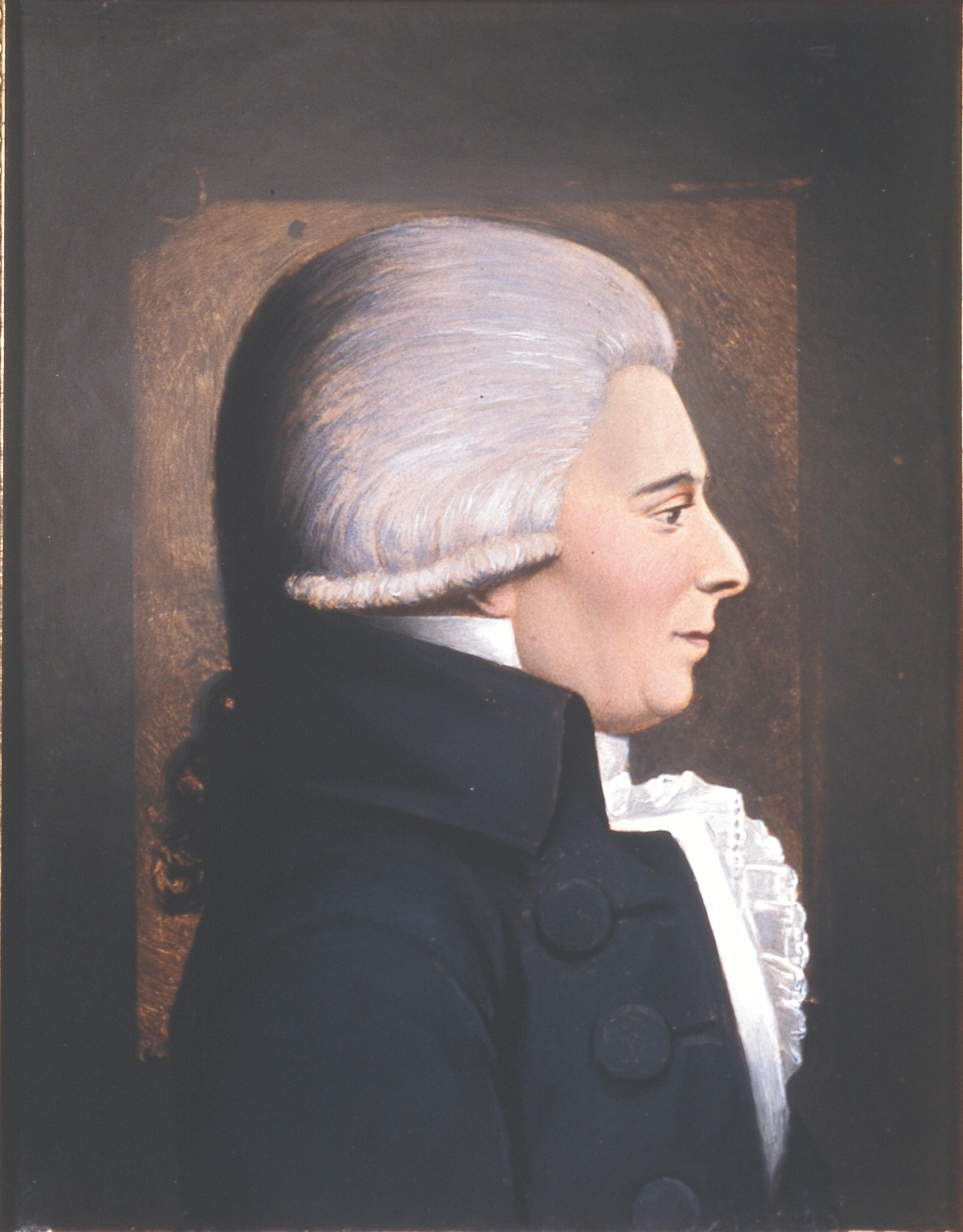
Claus Bendeke (posthum gemalt von Christian Olsen)

Claus Bendeke (* 3. Februar 1763 in Vang, heute Hamar; † 29. Mai 1828 in Kristiansand) war ein norwegischer Jurist, Beamter und Inspektor in Grönland.

## Leben

### Frühe Jahre
Claus Bendeke war der Sohn des Kanzleirats und Sorenskrivers Andreas Claussøn Bendeke (1712–1780) und seiner Frau Amalie Margrethe Rosenkrantz Lerche (1733–1767). Der Großvater der Mutter war Georg Ernst von Reichau (1658–1735), der mit einer Tochter von Joachim Friedrich von Knuth (1642–1684) verheiratet war.
Claus Bendeke wurde anfangs von Hauslehrern zuhause unterrichtet. Nach dem Tod seines Vaters zog er 1780 nach Dänemark und besuchte die Schule in Helsingør. Nach drei Jahren begann er an der Universität Kopenhagen, wo er am 3. Oktober 1783 das examen artium ablegte. Anschließend studierte er vermutlich bei Christen Friis Rottbøll und legte am 19. März 1788 das juristische Examen ab. In den folgenden sieben Jahren war er für verschiedene Beamte in Kopenhagen tätig.

### Zeit als Inspektor
Am 6. Mai 1795 wurde er als Nachfolger von Andreas Molbech Lund zum Inspektor von Südgrönland ernannt. Er kam am 20. Juli 1795 in Nuuk an. Als sein nordgrönländischer Kollege Børge Johan Schultz 1796 um seinen Rücktritt bat, sollte Claus Bendeke ihm nachfolgen, da er bereits ein Jahr Erfahrung hatte und das Amt in Nordgrönland besser bezahlt wurde. Seine offizielle Ernennung erfolgte am 27. Mai 1796. Zu seinem Nachfolger in Südgrönland wurde Niels Rosing Bull ausgewählt. Da Schultz schließlich aber doch noch bis 1797 im Amt blieb, musste auch Claus Bendeke noch ein weiteres Jahr in Südgrönland verweilen, wo er seinen Nachfolger anlernte. Seine Amtszeit in Südgrönland verlief ruhig. Einmal wurde ein dänischer Strafgefangener unter der Voraussetzung freigelassen, dass er bis zu seinem Tod Handelsdienst in Grönland leistet, was zu großen Protesten unter den übrigen Handelsangestellten und Klagen beim Inspektor führte. Der Fall führte zu keinen weiteren Schwierigkeiten, da Bendeke ihn unter dem als streng bekannten Kolonialverwalter Johan Ludvig Hilcker in der Kolonie Sukkertoppen in Maniitsoq einsetzte. Der Inspektor setzte sich zudem dafür ein, dass die Herrnhuter Brüdergemeine ihre Gemeinemitglieder nicht an den Missionsstationen versammeln sollte, da dies als handelsschädlich angesehen wurde. Sein Protest war erfolglos, die deutschen Missionare redeten sich aus der Angelegenheit heraus und die Herrnhutersiedlungen waren zum Missfallen der dänischen Kolonisatoren weiterhin die größten des Inspektorats.
Nach seinem Wechsel nach Nordgrönland verlief seine Amtszeit weiterhin ruhig. Sein Vorgänger Schultz hatte sich massiv gegen den Tauschhandel zwischen der grönländischen Bevölkerung und englischen Walfängern eingesetzt, sodass Bendeke mit diesen Problemen nicht mehr zu kämpfen brauchte, auch wenn sich weiterhin konkurrierende englische Walfängerschiffe in den grönländischen Gewässern aufhielten. Unter Claus Bendeke wurden die ersten Impfungen in Grönland durchgeführt, für die der erste offizielle Arzt im Land, der unter Schulz angestellte Theodor Christian Eulner zuständig war. Claus Bendeke hatte sich in Südgrönland noch gegen die Bezahlung der Handelsangestellten mit Geld statt Naturalien eingesetzt. In Nordgrönland führte er hingegen 1801 die ersten Banknoten ein, die aus gestempelten alten Spielkarten bestanden. Er galt als ordentlicher Beamter, der keine überhasteten Entscheidungen traf. Er war der Meinung, dass Grönland der grönländischen Bevölkerung gehöre und die dänisch-norwegischen Kolonialisten nur Gäste waren, was bei der Kolonialmacht zu Ärgernis führte. Claus Bendeke vertrug das kalte Klima in Grönland nicht und litt unter Skorbut. Er musste am 7. Juni 1801 aus gesundheitlichen Gründen heimreisen, noch bevor er ein Rücktrittsgesuch abschicken konnte. Deswegen musste er selbst den Kolonialverwalter in der Kolonie Ritenbenk in Appat, Peter Hanning Motzfeldt kommissarisch als seinen Nachfolger einsetzen. Erst am 23. März 1803 wurde Bendeke offiziell seines Amtes enthoben und Motzfeldt übernahm das Amt fest. Zugleich wurde Bendeke zum Wirklichen Kammerrat ernannt.

### Spätes Leben
Nach anderthalb Jahren Arbeitslosigkeit wurde Bendeke am 19. Dezember 1804 zum Amtmann der Hedmark ernannt. Am 21. April 1807 heiratete er in seinem Geburtsort Vang Magdalene Cathrine Pihl (1787–1843), die Tochter des Theologen, Astronomen, Architekten und Uhrmachers Abraham Pihl (1756–1821) und seiner Frau Anna Cathrine Neumann (1764–1850). Aus der Ehe gingen zwei Söhne und vier Töchter hervor:
- Amalie Cathrina Bendeke (1807–1864) ⚭ Johan Conrad Müller (1796–1871), Propst
- Abraham Andreas Bendeke (1809–1894), Pastor ⚭ Anna Catharina Ibsen (1816–1900)
- Louise Fredrike Bendeke (1810–1867) ⚭ Lars Otto Grundt (1806–1850), Jurist
- Antonette Augusta Bendeke (1811–1871) ⚭ Christian Wilhelm Rösner (1800–1846), Kaufmann
- Christian Fredrik Bendeke (1815–1862), Arzt ⚭ Margarethe Christiane Hammond Brun (1817–1883)
- Johanne Margrethe Lindrup Bendeke (1817–1856)

Als Amtmann wurde ihm 1813 wegen schlechter Amtsführung mit der Entlassung gedroht, vermutlich da er weiterhin unter einer schwachen Gesundheit litt. Dennoch wurde er 1814 für die Selvstendighetspartiet in die Grunnlovsforsamlingen gewählt, bei der die Verfassung von Eidsvoll beschlossen wurde, durch die Norwegen unabhängig wurde. Am 14. September 1816 wurde Bendeke zum Obergerichtsassessor in Kristiansand ernannt, aber aus gesundheitlichen Gründen konnte er das Amt erst im Juni des Folgejahres antreten. Am 8. September 1823 wurde er zum Justiziar befördert. Er starb im Amt am 29. Mai 1828 im Alter von 65 Jahren.